# Телемень (притока Різні)
Телеме́нь — мала річка в Україні, у Коростенському районі Житомирської області; ліва притока річки Різня (басейн річки Дніпро).

## Географія

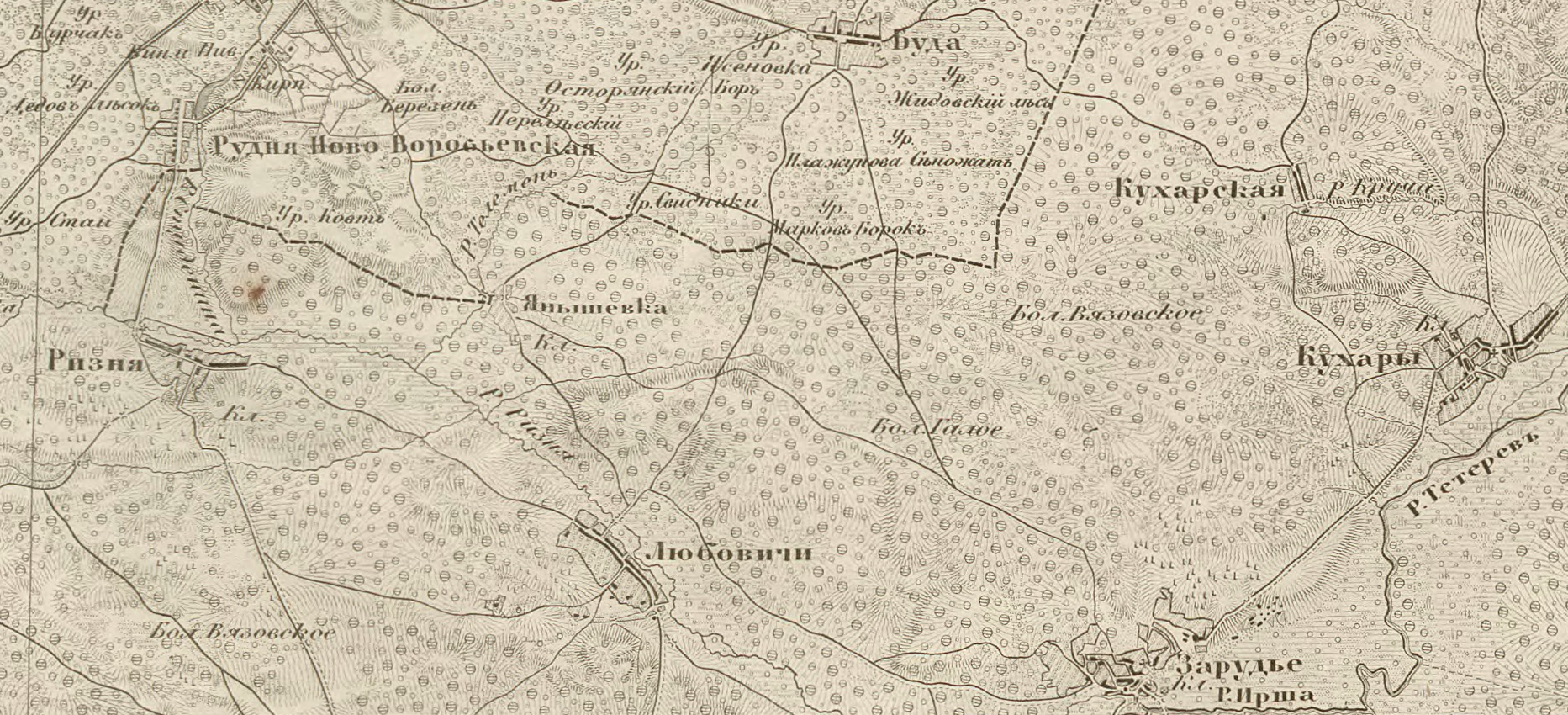
Річка Телемень на російській військово-топографічній мапі Київської губернії, 1868 рік

Басейн річки Телемень розміщений в межах лісової зони Малинського району. Протікає по рівнинній території. Бере свій початок на висоті близько 170 м над рівнем моря на східній околиці села Будо-Вороб'ї. Від витоку тече переважно на південний захід та впадає на південний захід від села Привітне до річки Різня на 10 км від її гирла. Гирло Телеменю знаходиться на висоті близько 130 м над рівнем моря. Довжина річки — 9,2 км; площа басейну — 28,5 км²; ґрунт дна — піщаний. У середній частині річки на західній околиці села Клітня розташований невеликий ставок, оточений лісом.

## Живлення
Живлення річки змішаного типу — поверхневі (дощові, снігові води) та підземні води. Приймає до себе декілька невеликих потоків.

## Використання
У басейні річки в районі витоку споруджена система меліоративних каналів. В межах села Привітне є два ставки площею відповідно 7000 м² і 5500 м².

## Назва річки
За офіційною інформацією «Житомирського обласного управління водних ресурсів» серед найбільших приток річки Різня потік зазначений як «Стр. б/н, с. Клітня», але на старих мапах він вказаний як річка Телемень (Толомень, Telemen).
«Словник гідронімів України» подає назву цього потоку як «Телемень». Також ця назва зустрічається в деяких працях з ономастики.